# Sandy Wexler
Sandy Wexler é um filme de comédia americano, produzido por Netflix, lançado em 2017, e estrelado por Adam Sandler, Jennifer Hudson, Kevin James, Terry Crews, Rob Schneider, Arsenio Hall, Lamorne Morris, Colin Quinn e Nick Swardson. As filmagens foram realizadas em agosto de 2016.
O filme que se passa na Hollywood dos anos 90 segue a história de Sandy Wexler, um agente de talentos determinado, empenhado e focado na evolução da carreira de seus excêntricos clientes. Sua rotina, no entanto, é abalada quando ele descobre em um parque de diversões a talentosa cantora Courtney Clarke, por quem acaba se apaixonando.

## Sinopse
Situado nos anos 90, Adam Sandler estrela um gerente de talentos acostumado a trabalhar com clientes desconhecidos, mas que enfrenta novos desafios ao se apaixonar por uma cantora com futuro.

## Elenco
- Adam Sandler - Sandy Wexler[4]
- Jennifer Hudson - Courtney Clarke
- Kevin James - Ted Rafferty[4]
- Terry Crews - Bobby "Bedtime" Barnes[4]
- Rob Schneider - Firuz[4]
- Colin Quinn - Kevin Connors[4]
- Nick Swardson - Gary Rodgers[4]
- Lamorne Morris - Bling[4]
- Arsenio Hall - Ele mesmo[4]
- Aaron Neville - Willy Clarke
- Jane Seymour - Cindy Marvelle[5]
- Sandy Wernick - Peter Marvelle
- Wayne Federman - Eric Lamonsoff[4]
- Jackie Sandler - Amy Baskin
- Luis Guzmán - Oscar
- Rob Reiner - Marty Markowitz
- Chris Elliott - Mr. Buttons
- Ido Mosseri - Yuri
- Milo Ventimiglia - Barry Bubatzi
- Eugenio Derbez - Ramiro Alejandro
- Jessica Lowe - Ms. Gideon
- Allen Covert - Gurvy
- Jonathan Loughran - Trucker Jon
- Kate Micucci - Enfermeira Trisha

O filme conta com participações de vários atores e artistas como Darius Rucker, Chris Rock, Jason Priestley, Gary Dell'Abate, Arsenio Hall, Quincy Jones, Judd Apatow, Janeane Garofalo, Pauly Shore, Kevin Nealon, Lorne Michaels, Dana Carvey, David Spade, George Wendt, Penn Jillette, Henry Winkler, Tony Orlando, Al B. Sure!, Brian McKnight, Vanilla Ice, Jimmy Kimmel, Conan O'Brien, Jay Leno, Louie Anderson, "Weird Al" Yankovic, Kenneth "Babyface" Edmonds, Mason "Ma$e" Betha, Lisa Loeb, Jon Lovitz, Budd Friedman e sua esposa Alix Friedman.
Mike Judge faz uma participação vocal como Beavis and Butt-Head durante os créditos finais. Os lutadores profissionais Rikishi e David Otunga têm breves papéis no filme.